# Wildcliff

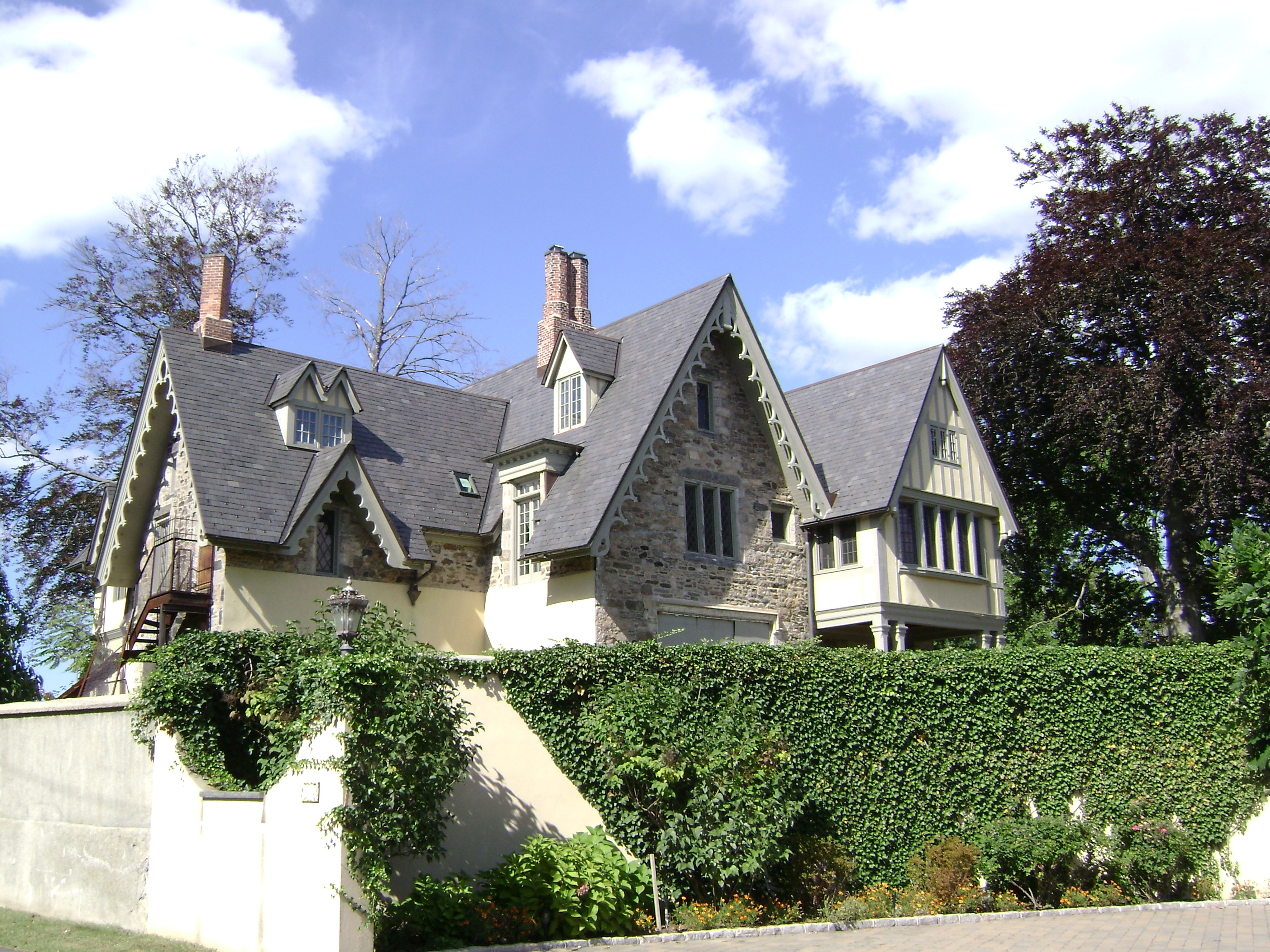
Wildcliff em 2014.

Wildcliff, também conhecido como Cyrus Lawton House, é uma residência histórica de Long Island Sound, em New Rochelle, na cidade de Nova Iorque. A casa de 20 quartos, construída em 1852, foi projetado pelo arquiteto Alexander Jackson Davis, com o estilo gótico. A atual estrutura foi feita por um segundo proprietário.
Clara Prince, cuja família adquiriu a casa em 1913, doou a casa para a cidade de New Rochelle em 1940. Ela destinou a casa para que fosse usada como um museu natural . Desde então tem sido usado para esse e outros fins, também abrigando um centro de artes. A casa foi adicionada ao Registro Nacional de Lugares Históricos em 31 de dezembro de 2002. Foi feita uma restauração, iniciada em 2006.
Desde o final de 2010, a comunidade local vem trabalhando com a cidade de New Rochelle e os seus cidadãos para construir uma pré-escola e um centro de educação nas redondezas da casa.